# 이준용 (야구 선수)
이준용(1974년 8월 2일 ~ )은 전 KBO 리그 LG 트윈스의 내야수였다.

## 출신 학교
- 충암고등학교
- 중앙대학교